# Obserwatorium słoneczne w Goseck

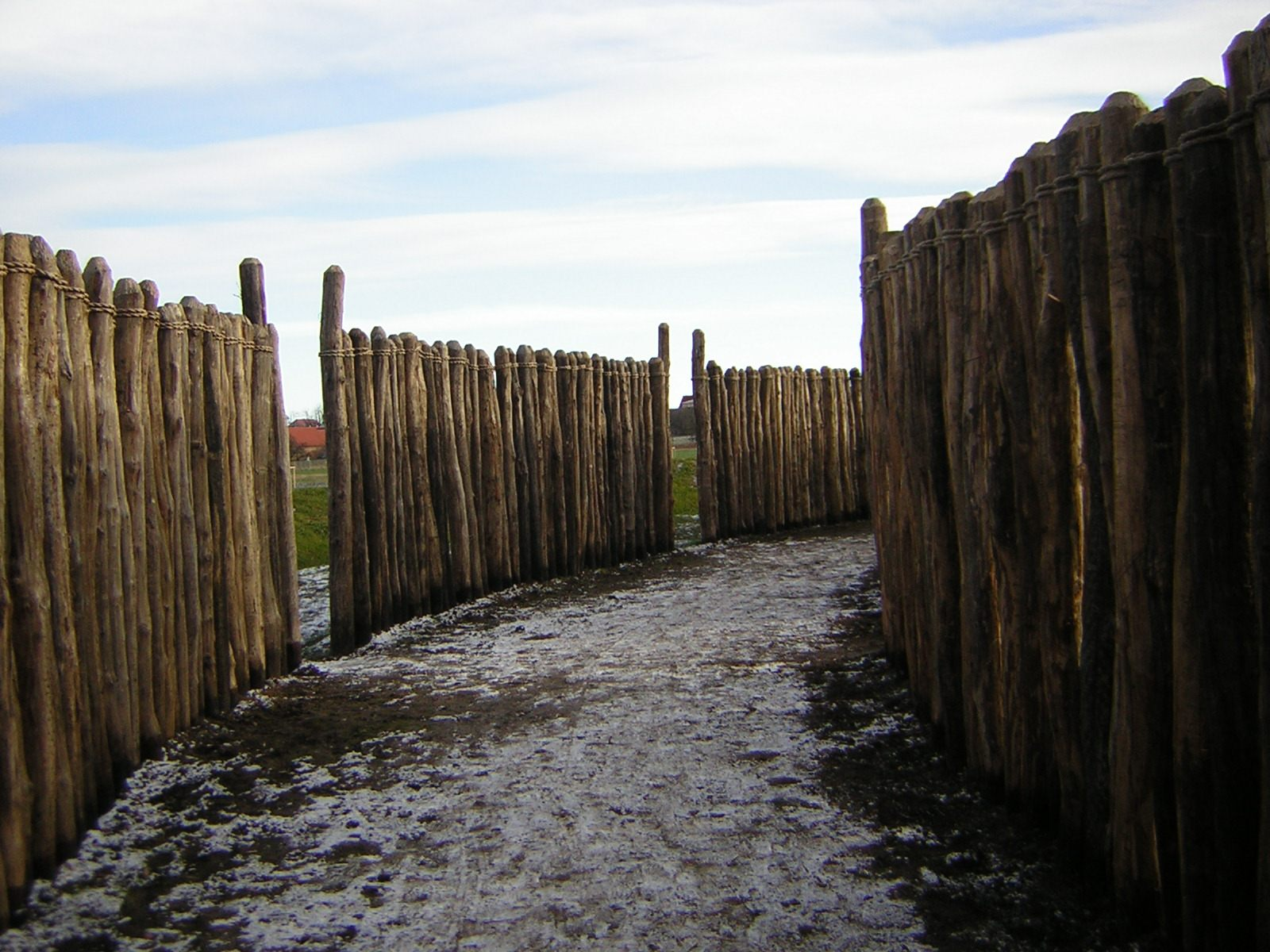
Zrekonstruowana palisada kręgu

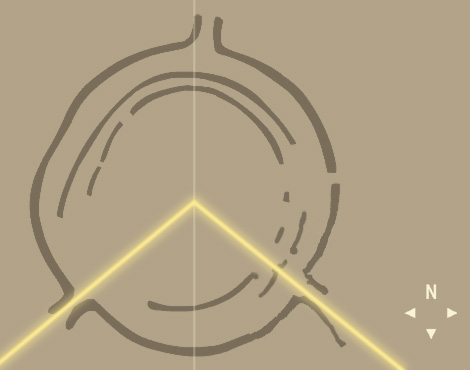
Rzut

Obserwatorium słoneczne w Goseck (niem. Sonnenobservatorium Goseck) – najstarsze ze znanych i najlepiej zbadane w Europie dzięki analizie zdjęć lotniczych w 1991. W trakcie wykopalisk archeologicznych rozpoczętych w 2002 przez dwóch archeologów  z Uniwersytetu w Halle (Francois Bertemes, Peter Biehl) odkryto kopiec, rów oraz pozostałości dwóch koncentrycznych palisad drewnianych datowanych na lata 4800 - 4900 p.n.e. Dalsze badania zidentyfikowały 3 bramy, z których południowo-wschodnia wyznacza wschód a południowa-zachodnia zachód słońca w czasie zimowego przesilenia. Na tej podstawie krąg został uznany za obserwatorium słoneczne.
Obiekt został udostępniony zwiedzającym 21 grudnia 2005 roku.